# Hexachaetus maculatus
Hexachaetus maculatus is een keversoort uit de familie van de loopkevers (Carabidae). De wetenschappelijke naam van de soort is voor het eerst geldig gepubliceerd in 2004 door Tian & Deuve.